# Gravehawk
Gravehawk este un sistem britanic de apărare aeriană cu rază scurtă de acțiune care a fost dezvoltat în principal pentru Forțele Armate ale Ucrainei în timpul Războiului Ruso-Ucrainean. A fost anunțat pentru prima dată ca parte a unui pachet de ajutor militar în ianuarie 2025, înainte de a fi dezvăluit public o lună mai târziu. Două prototipuri au fost testate pe teren în septembrie 2024, urmând să fie livrate alte 15 sisteme ulterior. Dezvoltarea a fost condusă de Team Kindred, o colaborare între Ministerul Apărării din Regatul Unit și partenerii din industrie, cu finanțare oferită și de Danemarca.

## Caracteristici
Ca sistem de apărare aeriană cu rază scurtă de acțiune (SHORAD), Gravehawk este proiectat în primul rând pentru a contracara dronele, dar poate fi folosit și împotriva altor amenințări aeriene de joasă și medie altitudine, cum ar fi elicopterele, munițiile strânse și rachetele de croazieră.  Este un sistem containerizat, găzduit într-un container standard ISO de 20 picioare (6,1 m) de transport maritim, care poate fi încărcat pe o gamă largă de camioane de încărcare cu cârlig pentru o desfășurare discretă și rapidă. Sistemul cuprinde un lansator de rachete cu două brațe și o cameră de țintire electro-optică/infraroșu, care este operată de la distanță de un echipaj de cinci persoane de la o unitate de control portabilă ascunsă. Pentru a reduce costurile și a ușura logistica, sistemul este conceput pentru a utiliza rachete aflate deja în inventarul Forțelor Armate ucrainene, în special racheta aer-aer cu rază scurtă de acțiune R-73. Pentru a obține această compatibilitate, sistemul reutilizează șinele de lansare a rachetelor de la avioanele de luptă ucrainene Su-27 și MiG-29.

## Istorie
Gravehawk a fost dezvoltat rapid pentru a răspunde unei nevoi operaționale urgente de a crește apărarea antiaeriană a Ucrainei în urma invaziei ruse, în special pentru a contracara amenințarea dronelor rusești și a rachetelor de croazieră. A fost dezvoltat timp de 18 luni de Team Kindred, o echipă comună a Ministerului Apărării și parteneri din industria britanică de apărare. În septembrie 2024, două sisteme au fost construite și livrate pentru testare pe teren la un cost de 6 milioane de lire sterline, fiind finanțate de Regatul Unit. Răspunsul pozitiv la aceste studii a determinat o solicitare din partea Ucrainei pentru sisteme suplimentare. Potrivit Ministerului Apărării, alte 15 unități sunt planificate pentru livrare la un cost estimat de 14 milioane de lire sterline, costurile fiind împărțite în mod egal între Regatul Unit și Danemarca.
Sistemul a fost prezentat pentru prima dată presei în februarie 2025, după ce a fost inclus într-un pachet de ajutor militar anunțat în ianuarie. Comunicatele de presă oficiale nu au dezvăluit partenerii din industrie participanți, însă o declarație a ministrului de externe David Lammy⁠(d) a confirmat că sistemele au fost produse de BAE Systems.
Este al doilea sistem de apărare aeriană la comandă dezvoltat de Regatul Unit pentru Ucraina, după sistemul ASRAAM.

## Operatori
Ucraina
- Forțele Armate ale Ucrainei (din 2024; în total 17 sisteme care urmează să fie livrate)